# Élie Blanchard
Joseph Élie Branchard (ur. 3 sierpnia 1881 w Montrealu, zm. 12 grudnia 1941 tamże) – kanadyjski zawodnik lacrosse, który na Igrzyskach Olimpijskich 1904 w Saint Louis wraz z kolegami zdobył złoty medal w grze drużynowej.
W 1902 ukończył École Polytechnique w Montrealu. Dla klubu Shamrock Lacrosse Team nie grał długo. Po igrzyskach olimpijskich wrócił do rodzinnego miasta i pracował jako inżynier.